# Javier Weber
Carlos Javier Weber (ur. 6 stycznia 1966 w Buenos Aires) – argentyński siatkarz i trener. Gdy był zawodnikiem grał na pozycji rozgrywającego. Wraz z reprezentacją Argentyny brał udział w czterech igrzyskach olimpijskich w 1988, 1996, 2000 i 2012 (w ostatnich jako trener). W Seulu zdobył brązowy medal, pokonując ze swoją drużyną Brazylię.
W latach 2009–2013 był trenerem męskiej reprezentacji Argentyny. W 2011 roku doprowadził reprezentację Argentyny do czwartego miejsca w Lidze Światowej. W grudniu 2013 roku kierownictwo Argentyńskiej Federacji Siatkówki zdecydowało o zakończeniu pracy Webera z reprezentacją narodową.
Jego syn Martín również jest siatkarzem.

## Jako siatkarz

### Sukcesy

#### klubowe
Mistrzostwo Brazylii:
- 1998, 1999
- 2002

#### reprezentacyjne
Mistrzostwa Ameryki Południowej:
- 1989, 1991, 1993, 1995, 1999
- 1985, 1997

Igrzyska Olimpijskie:
- 1988

Igrzyska Panamerykańskie:
- 1995
- 1991

## Jako trener

### Sukcesy

#### klubowe
Mistrzostwo Brazylii:
- 2004, 2021
- 2003

Puchar Top Teams:
- 2006

Mistrzostwo Grecji:
- 2006

Puchar ACLAV:
- 2006, 2007, 2008, 2009, 2014

Mistrzostwo Argentyny:
- 2007, 2008, 2009, 2010, 2017, 2019
- 2011, 2015, 2016, 2018
- 2012, 2013

Klubowe Mistrzostwa Ameryki Południowej:
- 2010
- 2017

Puchar Mistrza:
- 2012, 2015

Superpuchar Brazylii:
- 2020

#### reprezentacyjne
Igrzyska Panamerykańskie:
- 2011

Mistrzostwa Ameryki Południowej:
- 2011, 2013

## Jako asystent trenera

### Sukcesy

#### reprezentacyjne
Igrzyska Olimpijskie:
- 2024[4]